# Iwao Horiuchi
Iwao Horiuchi (né le 9 décembre 1941 et mort le 4 mars 2015) est un lutteur japonais spécialiste de la lutte libre. Lors des Jeux olympiques d'été de 1964, qui se déroulent à domicile, il remporte la médaille de bronze dans la catégorie des poids légers (63–70 kg).

## Palmarès

### Jeux olympiques
- Jeux olympiques de 1964 à Tokyo,  Japon
  -  Médaille de bronze.